# Dmitry Gamov
Pour les articles homonymes, voir Gamov.
Dmitry Ivanovich Gamov (en russe Дмитрий Иванович Гамов), né le 30 juin 1834 à Vyhovka (Выковка (ru)) et mort le 22 mai 1903 à Moscou, est un officier et explorateur russe.

## Biographie
Diplômé de l'école des cadets de la Marine en 1851, il participe de 1852 à 1855 à l'expédition du vice-amiral Ievfimy Poutiatine de Cronstadt vers l'océan Pacifique sur la frégate Pallada. Il est chargé des travaux hydrographiques de la côte orientale de la péninsule coréenne et de la baie de Possiet. Au cours de ces expéditions, il aperçoit pour la première fois un cap, qui portera plus tard son nom, et où un phare sera construit. Le 13 août 1854, il est promu adjudant.
Il prend part ensuite à des opérations militaires pendant la guerre de Crimée. En 1855, une union des empires britannique, français et ottoman forme une armada de 67 navires. Gamov participe aux batailles contre l'armada.
De 1856 à 1860, il navigue dans les mers Baltique et Méditerranée. En 1859, il accomplit une série de travaux de géodésie sur l'Amour et l'Oussouri, relève l'intégralité de la rivière Oulakhè, suit la Soungatcha jusqu'au lac Khanka et revient par le même trajet.
Il est promu lieutenant le 17 avril 1860. Le 25 novembre 1862, il est affecté à l'école d'infanterie des officiers. Le 17 août 1863, il est attaché au régiment Préobrajenski. En mars 1866, il est promu capitaine d'état-major.
Il est responsable de l'hôpital du régiment de 1868 à 1870 et, de 1870 à 1875, de la logistique et de la gestion des ressources du régiment Préobrajenski.
Le 30 août 1873, il est promu lieutenant-colonel. À partir de 1875, il est aide de camp du général d'infanterie Pierre Gueorguievitch d'Oldenbourg. Après la mort d'Oldenburg (2 mai 1881), il sert dans l'infanterie puis est transféré dans la réserve.
Il est relevé de ses fonctions le 15 novembre 1886 et promu major général.
Il meurt à Moscou et est inhumé au cimetière militaire de Smolensky.

## Hommages
La péninsule de Gamov dans la baie de Possiet porte son nom ainsi que le phare de Maïak Gamov du cap Gamov.